# دی سیتادل
دی سیتادل (انگلیسی: The Citadel) دانشگاه دولتی آمریکایی است، که در سال ۱۸۴۲ تأسیس شد.